# Parectopa geraniella
Parectopa geraniella là một loài bướm đêm thuộc họ Gracillariidae. Nó được tìm thấy ở Hoa Kỳ (Ohio, Kentucky and Missouri). Nó được miêu tả bởi A.F. Braun năm 1935.
Cây chủ loài này là Geranium maculatum. Chúng ăn lá nơi chúng làm tổ. 